# Hendrik Soermans
Joan Hendrik Soermans (deutsch Johann Heinrich Soermanns; * 2. Juni 1700 in Giessen-Oudekerk, Süd-Holland, Vereinigte Niederlande; † 13. August 1775 in Danzig, Königreich Polen) war ein niederländischer Kaufmann und Urgroßvater des Philosophen Arthur Schopenhauer.

## Leben
Der Vater Johannes Soermans (1670–1754) war reformierter Prediger (predikant) in Giessen-Oudekerken und Giessendam. Sein Großvater war väterlicherseits Martinus Soermans (1638–1705). Hendrik Soermans heiratete 1720 in Danzig und ließ sich dort als Kaufmann nieder. 1727 erhielt er das Bürgerrecht der Stadt. 1740 erwarb er den Fünften Pelonker Hof bei Danzig. Seit 1744 hatte er eine gemeinsame Handelsfirma mit seinem darauffolgenden Schwiegersohn Andreas Schopenhauer. 1754 wurde Hendrik Soermans zusätzlich auch Resident (offizieller Vertreter) der Niederlande in Danzig.

## Familie
Hendrik Soermans war mit Anna Maria Rammelmann (wurde geboren 1700), tochter Johann Jacob Rammelmann aus Danzig seit 1720 verheiratet. Sie hatten mehrere Kinder, darunter
- Johann Heinrich Soermans (1722–1775), erbte die Firma Hendrik Soermanns und Sohn, sein Sohn war niederländischstämmiger Kaufmann und Senator in Danzig Wilhelm Ernst Friedrich Soermans (1763–1825).
- Levine Elizabeth Soermans (1720–1779), heiratete Gottfried Meyer (1710–1754).
- Helene Concordia Soermans (1725–1756), heiratete Heinrich Martens (1717–1780).
- Anna Renata Soermans (1726–1793), heiratete den Danziger Kaufmann Andreas Schopenhauer (1720–1793), deren Enkel war Arthur Schopenhauer.